# قلعة عباد (بني العوام)

تعديل مصدري - تعديل

قلعة عباد هي إحدى قرى عزلة جبل نمر بمديرية بني العوام التابعة لمحافظة حجة، بلغ تعداد سكانها 337 نسمة حسب تعداد اليمن لعام 2004.